# پنتل
پنتل (انگلیسی: Pentel) شرکت نوشت‌افزار ژاپنی است، که در سال ۱۹۴۶ تأسیس شد.